# Åke Larsson
Nils Åke Birger Larsson (* 7. September 1931; † 23. April 2017) war ein schwedischer Fußballspieler.

## Sportlicher Werdegang
Larsson stieß 1952 vom BK Kick zu Malmö FF. Zunächst als Außenverteidiger eingesetzt beerbte er im Sommer 1954 den bisherigen Mannschaftskapitän Sven Hjertsson, der seine Karriere beendet hatte, als Innenverteidiger. In den Saisons 1955/56 und Saisons 1956/57 erreichte er mit der Mannschaft die besten Platzierungen, als sie jeweils Vizemeister hinter dem IFK Norrköping wurde. Bis zu seinem Karriereende 1959 bestritt er 207 Spiele für Malmö FF.
Im Frühjahr 2017 starb Larsson nach längerer Krankheit im Alter von 85 Jahren.